# Calico M960
Die  Calico M960 ist eine Maschinenpistole, die in den 1980er-Jahren von Calico Light Weapons Systems entwickelt wurde.
Die Waffen fallen durch Design, Konzept und Aussehen auf: Bemerkenswert ist die durch ein Schneckenmagazin extrem große Magazinkapazität, kombiniert mit schlankem Profil und beidhändiger Handhabung. Erste Entwürfe, von der US-Firma Calico Light Weapons Systems um 1990 eingeführt, waren sowohl für Polizei- und Militäreinheiten bestimmt als auch für den zivilen Markt.
Die Verkaufszahlen entsprachen jedoch nicht den Erwartungen.
Die Waffe verschießt zum einen das Kaliber 9 mm Luger, wobei die leeren Hülsen nach unten ausgeworfen werden. Die Calico M960 Modelle im Kaliber .22 lr haben ihre Auswurföffnungen an der Seite.